# Тюрка

Тюрка — река в России, протекает в Мордовии. Устье реки находится в 3,5 км по левому берегу реки Барахманка. Длина реки составляет 10 км.
Исток реки у посёлка Надеждинский в 16 км к юго-востоку от Большого Игнатова. Верхнее течение реки лежит в Большеигнатовском районе, нижнее в Ичалковском районе. Река течёт на юг по лесному массиву, впадает в Барахманку у деревни Тюрька.

## Данные водного реестра
По данным государственного водного реестра России относится к Верхневолжскому бассейновому округу, водохозяйственный участок реки — Алатырь от истока и до устья, речной подбассейн реки — Сура. Речной бассейн реки — (Верхняя) Волга до Куйбышевского водохранилища (без бассейна Оки).
По данным геоинформационной системы водохозяйственного районирования территории РФ, подготовленной Федеральным агентством водных ресурсов:
- Код водного объекта в государственном водном реестре — 08010500212110000038772
- Код по гидрологической изученности (ГИ) — 110003877
- Код бассейна — 08.01.05.002
- Номер тома по ГИ — 10
- Выпуск по ГИ — 0